# هولبرت (اکلاهما)
هولبرت(به انگلیسی: Hulbert) شهری در ایالت اکلاهما کشور ایالات متحده آمریکا است که جمعیت آن در سرشماری سال ۲۰۱۰ میلادی، ۵۹۰ نفر بوده‌است.